# Bl!ndman
Bl!ndman is een Belgisch muziekcollectief, dat werd begonnen in 1988 als een saxofoonkwartet. De groep werd opgericht door saxofonist Eric Sleichim, die inspiratie voor de naam van de groep vond bij het tijdschrift The Blind Man (1917) van Marcel Duchamp.
Als klassiek saxofoonkwartet zocht de groep onder de leiding van Sleichim naar onconventionele speeltechnieken. Tijdens de concerten werd samengewerkt met kunstenaars uit andere disciplines (theater, dans, plastische kunsten, videokunstenaars). Ook werd het repertoire voor het instrument saxofoon uitgebreid door het herwerken van klassieke werken en het schrijven van nieuwe, hedendaagse composities. Zo ontstonden herwerkingen van middeleeuwse muziek of orgelmuziek van Bach, zowel akoestisch als beïnvloed door elektronica.
Eric Sleichim en Bl!ndman krijgen opdrachten uit de dans- en theaterwereld van artiesten zoals kunstenaar Jan Fabre, het Ictus Ensemble, componist en muzikant Terry Riley, dansgezelschap Rosas van Anne Teresa De Keersmaeker, regisseur Guy Cassiers, acteur Josse De Pauw, dirigenten Paul Van Nevel en Philippe Herreweghe, auteur Peter Verhelst...
In 2008 werd Bl!ndman omgevormd tot een collectief. Het originele saxofoonkwartet werd BL!NDMAN [sax]. Daarnaast ontstonden jongere kwartetten: BL!NDMAN [drums], BL!NDMAN [vox] en BL!NDMAN [strings].